# Vauxtin

Vauxtin este o comună în departamentul Aisne din nordul Franței. În 1 ianuarie 2022 avea o populație de 44 de locuitori.